# Ali Sami Yen
Ali Sami Yen (* 20. Mai 1886 in Istanbul, Türkei; † 29. Juli 1951 in Istanbul) war ein türkischer Fußballspieler, -trainer und Sportfunktionär. Er war eines der Gründungsmitglieder und erster Präsident des Traditionsvereins Galatasaray Istanbul.

## Familie
Ali Sami Yen wurde im Istanbuler Stadtteil Üsküdar geboren. Er war Schüler der Galatasaray-Highschool und gründete 1905 den Fußballverein Galatasaray Istanbul. Über seine familiären Hintergründe ist wenig bekannt, und es gibt verschiedene Theorien über seine Herkunft. Manche behaupten, sein Vater sei der albanische Schriftsteller Sami Frashëri gewesen. Diese Behauptung ist jedoch historisch nicht belegt und gilt als falsch. Ali Sami Yen wird allgemein als Istanbuler mit türkischer Identität beschrieben. Er prägte maßgeblich die Entwicklung des türkischen Sports und wählte bewusst eine türkische Identität, im Gegensatz zu anderen Persönlichkeiten seiner Zeit, die ihre ethnische Herkunft stärker betonten.

## Spielerkarriere
Yen studierte an dem renommierten Galatasaray-Gymnasium. Im Oktober 1905 entschied eine Gruppe von Schülern des Gymnasiums, zu denen auch Yen gehörte einen, den gleichnamigen Sportklub zu gründen. Das Ziel dieser Gründergruppe war es, mit der Mannschaft zu spielen wie die Engländer, einen eigenen Namen und eine eigene Farbe zu besitzen. Yen spielte von 1905 bis 1910 für Galatasaray und gewann mit seinen Mitspielern in den Spielzeiten 1908/09 und 1909/10 die Meisterschaft der İstanbul Futbol Ligi, der damals renommiertesten Liga des Landes.

## Trainer- und Funktionärskarriere
Yen war ab der Vereinsgründung Galatasarays auch als Vereinsfunktionär tätig und fungierte von 1905 bis 1918, und zwischenzeitlich 1925, als Vereinspräsident. Zudem war er von 1916 bis 1917 zusätzlich als Trainer des Klubs aktiv. In den Jahren 1926 bis 1931 war Yen Präsident des türkischen Nationalen Olympischen Komitees und 1923 der erste Trainer der türkischen Fußballnationalmannschaft.

## Tod
Ali Sami Yen verstarb am 29. Juli 1951 in Istanbul. Bei seiner Beerdigung wurde ein Trauermarsch an dem sehr viele Prominente teilnahmen veranstaltet. Sein Sarg wurde vom Vereinshaus bis zum Feriköy-Friedhof getragen und anschließend dort beigesetzt.

## Trivia
Das nicht mehr vorhandene Ali Sami Yen Stadyumu, welches bis 2011 als Heimstadion von Galatasaray fungierte, war ihm gewidmet. Seit 2011 wird das Sportgelände, auf dem sich das neue Stadion Galatasarays, der Rams Park, befindet, als  Aslantepe Ali Sami Yen Spor Kompleksi bezeichnet; es ist indirekt also auch nach Yen benannt.

## Erfolge

### Als Spieler
- Meister der İstanbul Futbol Ligi: 1908/09, 1909/10